# Ngöndro
 (novembre 2024).
Le ngöndro, ou ngeundro (tibétain : སྔོན་འགྲོ, Wylie : sngon 'gro, « préliminaires ») est un ensemble de pratiques communes aux quatre écoles de la branche Vajrayana du bouddhisme tibétain, et au bön. Les pratiques qui le constituent sont dites « préliminaires » ou « fondamentales » car elles ont pour objectif de préparer aux exercices méditatifs ultérieurs : pratiques du Dzogchen, de Hérouka, du mahamoudra.

## Présentation
Le ngöndro consiste en huit pratiques qui se succèdent, et qui se divisent en deux groupes, appelés suivant les écoles « quatre préliminaires ordinaires et quatre préliminaires extraordinaires » ou « quatre pratiques communes et quatre pratiques uniques ». Les premières forment ce que l’on appelle les « quatre pensées qui détournent l’esprit (du samsâra) » :
1. Précieuse existence humaine : il s’agit d’apprécier d’avoir un corps et un esprit humains.
2. L’impermanence (anitya) et la mort : accepter que tout est changement, et que la mort est inéluctable.
3. Le karma : toute activité est conditionnée et a des répercussions dépendant de la motivation et l’éthique suivies.
4. Le mal-être présent dans le samsâra : pour générer la motivation de se libérer.

Les suivantes sont: 
1. Prise de refuge dans les Trois Joyaux et prosternations devant un champ de mérites (ou arbre de refuge) pour purifier l’orgueil, incluant le développement de la bodhicitta pour purifier la jalousie. Ce développement est parfois compté comme une étape à part dans certaines traditions.
2. Purification de la haine et de l’aversion par récitations du mantra de Dordjé Sempa (en sanscrit : Vajrasattva)
3. Offrande du mandala pour purifier l’attachement
4. Pratiques du gourou yoga pour purifier les illusions

Chacune de ces pratiques de ngöndro doit être répétée 111 111 fois par le pratiquant. Comme la prise de refuge est récitée pendant les prosternations, elle est également accumulée[pas clair].
À l’origine, le ngöndro était une pratique secrète : au XXe siècle, seuls des explorateurs du Tibet comme Alexandra David-Néel ou Heinrich Harrer étaient au courant de son existence. La situation a changé avec l’essor du bouddhisme en Occident et l’ouverture de monastères au public dans des pays comme le Bhoutan, l’Inde, le Népal. Cependant, il est de coutume d’affirmer qu’une connaissance livresque n’apporte pas de mérites, contrairement à l’expérience d’une transmission auprès d’un maitre.